# Jadiya Yabalá
Jadiya Yabalá –en árabe, خديجة جاب الله– (nacida el 10 de enero de 1974) es una deportista tunecina que compitió en atletismo adaptado. Ganó dos medallas de plata en los Juegos Paralímpicos de Sídney 2000.

## Palmarés internacional
| Juegos Paralímpicos | Juegos Paralímpicos | Juegos Paralímpicos | Juegos Paralímpicos |
| Año                 | Lugar               | Medalla             | Prueba              |
| ------------------- | ------------------- | ------------------- | ------------------- |
| 2000                | Sídney (Australia)  | Medalla de plata    | Disco F58           |
| 2000                | Sídney (Australia)  | Medalla de plata    | Peso F58            |